# Tata Motors
A Tata Motors Limited indiai multinacionális járműgyártó vállalat, amelynek székhelye Mumbai-ban található. A Tata Csoport egyik leányvállalata. Autókat, teherautókat, furgonokat, buszokat, luxusautókat, sportautókat és munkagépeket gyárt.
A céget 1945-ben alapították Tata Engineering and Locomotive Company (TELCO) néven, ezen a néven gőzmozdonyokat gyártott. Első haszonjárművét 1954-ben dobta piacra, a Daimlerrel együttműködésben. A kooperáció 1969-ben ért véget. A személyautó-piacra 1988-ban lépett be a TataMobile bemutatásával, ezt követte a Tata Sierra 1991-ben. Ezzel a Tata Motors lett az első indiai autógyártó, amelyik ki tudott fejleszteni egy nemzetközi szinten versenyképes autót. 1998-ban megjelent a sikeres Tata Indica, 2008-ban pedig piacra dobta a világ legolcsóbb autóját, a Tata Nanót. 2004-ben felvásárolta a Daewoo Commercial Vehicles Companyt, 2008-ban pedig megvásárolta a Jaguar Land Rovert a Fordtól.
Főbb leányvállalatai a Jaguar Land Rover és a Tata Daewoo. Közös céget üzemeltet a Hitachival Tata Hitachi Construction Machinery néven, illetve a Fiat Chryslerrel is, mellyel autóalkatrészeket gyártást. 2021. október 12.-én a TPG Capital cég 1 milliárd dollárt fektetett a Tata Motors elektromos autókat forgalmazó leányvállalatába.
A cég részvényeit a Bombay Stock Exchange-en (Bombay tőzsdén) jegyzik. A BSE SENSEX tőzsdeindex része. A Nemzeti Indiai Tőzsdén (National Stock Exchange of India) és a New York-i tőzsdén is kereskedik. A Fortune Global 500-as listán a 265. helyet szerezte meg.